# The Unraveling
The Unraveling (с англ. — «Разгадка») — дебютный студийный альбом американской панк-рок-группы Rise Against, выпущенный 24 апреля 2001 года лейблом Fat Wreck Chords. После выхода мини-альбома Transistor Revolt в 2000 году группа подписала контракт с лейблом Fat Wreck Chords и начала работу над альбомом в студии Sonic Iguana с продюсером Массом Джорджини. В музыкальном плане The Unraveling основан на мелодик-хардкоре, который впоследствии стал фирменным стилем группы. В то же время тексты песен отличаются от более политизированных поздних работ, уделяя больше внимания личным отношениям и проблемам.
Несмотря на то, что The Unraveling не попал ни в один чарт, он получил положительные отзывы музыкальных критиков. После выхода альбома гитарист Дэн Влеклинки покинул группу из-за личных разногласий с ведущим вокалистом Тимом Макилротом, и его заменил Тодд Мони. В 2005 году Fat Wreck Chords переиздали The Unraveling, чтобы отметить пятую годовщину Rise Against.

## Предыстория и запись
Группа Rise Against была образована в 1999 году после распада чикагской панк-рок-группы 88 Fingers Louie. Басист Джо Принсипи и гитарист Дэн Влеклински по-прежнему хотели заниматься музыкой и решили создать новую группу. Они пригласили барабанщика Тони Тинтари, гитариста Кевина Уайта и ведущего вокалиста Тима Макилрота, бывшего вокалиста панк-группы Baxter. Они назвали себя Transistor Revolt и в 2000 году выпустили одноимённый мини-альбом. Transistor Revolt привлекли внимание Фэт Майка, соучредителя независимого лейбла Fat Wreck Chords. В 2000 году он подписал с группой контракт на запись при условии, что они сменят название; в итоге участники группы остановились на названии Rise Against.
После подписания контракта с Fat Wreck Chords Тинтари и Уайт покинули Rise Against; вскоре после этого Тинтари заменил Брэндон Барнс. С новым барабанщиком участники группы начали работу над The Unraveling в студии Sonic Iguana в Лафайетте, штат Индиана, где Принсипи и Влеклинки ранее записывали материал для 88 Fingers Louie. Запись проходила в течение пяти недель, продюсером был Масс Джорджини, а Влеклинки — помощником звукоинженера. Влекилински позже вспоминал о тяжёлых рабочих днях: «12-часовой рабочий день в течение 4 недель, а затем 22-24 часа в день в течение последней недели наблюдений. В те времена говорили: „Если ты сыграешь неправильно, тебе придётся сыграть ещё раз“, а не „Это было достаточно хорошо, я отредактирую это, чтобы успеть в срок“». Влеклинский также отметил, что ему было трудно распределять время между записью гитарных партий и редактированием песен и что в последнюю неделю ему приходилось спать на полу в студии.

## Композиция и стиль
The Unraveling — это в первую очередь мелодик-хардкор-альбом с влиянием панк-рока и хардкор-панка. Шон Меррилл из Exclaim! сравнил альбом с работами других панк-рок-групп, таких как Agnostic Front, Bad Religion, Gorilla Biscuits и Minor Threat. The Unraveling начинается с цитаты актёра и музыканта Джека Блэка, который спрашивает слушателя: «Ты готов к року?», взятой из фильма 1996 года «Кабельщик». Затем она переходит в первый трек «Alive and Well», быстро развивающуюся песню, в которой кричащий вокал сочетается с мелодиями в припеве. Дэйви Бой из Sputnikmusic считает второй трек — «My Life Inside Your Heart» — самой доступной песней в альбоме, в то время как «Great Awakening» отличается «бешеным темпом» и хардкорным звучанием. Следующая песня «Six Ways 'Til Sunday» больше вдохновлена панк-роком, с длинной заключительной песней группы.
Бой отмечает, что треки с пятого по десятый чередуются между короткими хардкор-композициями, такими как «The Art of Losing» и «Remains of Summer Memories», и более привычными на слух песнями, такими как «The Unraveling». Одиннадцатый трек, «Everchanging», начинается с минимальной фоновой музыки, чтобы подчеркнуть вокал Макилрота. После ещё двух хардкор-композиций начинается «1000 Good Intentions», которую Джеймс Бенвелл из Drowned in Sound сравнил с «Everchanging». Бой добавляет, что этот трек напоминает звучание будущих альбомов Rise Against, в которых панк-основа сочетается с более мейнстримовым влиянием рока. Последние два трека, «Weight of Time» и «Faint Resemblance», по словам Боя, завершают альбом, «подводя итог всему, что было до них».

## Концепция и темы
С точки зрения лирики, The Unraveling задумывался как «заставляющий задуматься» альбом, в котором затрагиваются самые разные темы: от «дружбы и отношений до религии и воспоминаний».

## Выпуск и продвижение
Лейбл Fat Wreck Chords выпустила альбом The Unraveling 24 апреля 2001 года в США в форматах CD и LP; оригинальный тираж CD 2001 года в настоящее время распродан. Альбом не попал ни в один крупный музыкальный чарт и не имел синглов. После выхода альбома некоторые его песни были включены в сборники и другие медиа. Акустическая версия «Everchanging» была включена в сборник Warped Tour 2006 Tour Compilation и в европейский трек-лист мини-альбома This Is Noise 2007 года. «The Art of Losing» и «My Life Inside Your Heart» должны были использоваться в неизданной видеоигре Propeller Arena.
Чтобы продвигать The Unraveling, Rise Against много гастролировали по Северной Америке и Европе. Во время тура Влеклинки покинул группу из-за личных разногласий с Макилротом. Ходили слухи, что Влеклинки уволили из-за его длинных волос, хотя Макилрот высмеивал эти заявления. Филлип Хилл заменил его на посту ведущего гитариста, а Кевина Уайта в итоге наняли в качестве замены. Несколько месяцев спустя Уайт покинул группу, и новым ведущим гитаристом стал Тодд Мони.

### Переиздание
В 2005 году лейбл Fat Wreck Chords переиздали The Unraveling на компакт-диске и в цифровом формате, чтобы приурочить выпуск к пятой годовщине группы. Ремиксы и мастеринг были выполнены Биллом Стивенсоном и Джейсоном Ливермором в студии The Blasting Room в Форт-Коллинзе, штат Колорадо, с двумя бонус-треками («Join the Ranks» и «Gethsemane»), обновлёнными фотографиями и дополнительной информацией на обложке альбома. Мони играет на соло-гитаре в «Гефсимании», так как трек был записан после ухода Улекински.

## Отзывы критиков
| Оценки критиков         | Оценки критиков |
| Источник                | Оценка          |
| ----------------------- | --------------- |
| AllMusic                | [ 7 ]           |
| Drowned in Sound        | 8/10            |
| Ground Control magazine | положительно    |
| Punknews.org            | [ 21 ]          |
| Sputnikmusic            | 3.5/5           |

Альбом The Unraveling получил положительные отзывы после выхода. Шон Меррилл из Exclaim! похвалил музыку альбома и назвал Rise Against «хардкорным спасением», которого он ждал. Бой написал, что поначалу скептически отнёсся к прослушиванию альбома, но в итоге назвал его «удивительно продуманной работой, в которой есть все фирменные черты группы». Он также отметил музыкальное мастерство участников группы. Джеймс Бенвелл из Drowned in Sound отметил, что, хотя музыка и не была новаторской, она всё равно представляла собой «идеально сформированный пласт воодушевляющего панк-рока», и порекомендовал альбом всем поклонникам хардкор-панка. Курт Моррис из AllMusic отметил, что Rise Against отличались от других групп, игравших на Fat Wreck Chords в то время, тем, что в их песнях не было попсовых мотивов или подросткового юмора в текстах. Он посчитал, что музыка была «чистой и неподдельной» и что The Unraveling возродит мошинг.
Переиздание 2005 года также получило положительные отзывы. AltSounds отметил улучшенное качество звука и назвал его «обязательным к покупке для любого поклонника Rise Against». Sputnikmusic также отметил улучшенное качество звука, но раскритиковал расположение каждой песни в списке композиций. Рецензент написал, что некоторые песни кажутся неуместными, если ставить их рядом друг с другом, и задался вопросом, почему список композиций не был изменён для переиздания.

## Список композиций
| №   | Название                             | Длительность |
| --- | ------------------------------------ | ------------ |
| 1.  | «Alive and Well»                     | 2:06         |
| 2.  | «My Life Inside Your Heart»          | 3:02         |
| 3.  | «Great Awakening»                    | 1:35         |
| 4.  | «Six Ways 'Til Sunday»               | 2:36         |
| 5.  | «401 Kill»                           | 3:19         |
| 6.  | «The Art of Losing»                  | 1:50         |
| 7.  | «Remains of Summer Memories»         | 1:17         |
| 8.  | «The Unraveling»                     | 3:12         |
| 9.  | «Reception Fades»                    | 2:10         |
| 10. | «Stained Glass and Marble»           | 1:36         |
| 11. | «Everchanging»                       | 3:47         |
| 12. | «Sometimes Selling Out Is Giving Up» | 1:09         |
| 13. | «3 Day Weekend»                      | 1:03         |
| 14. | «1000 Good Intentions»               | 3:07         |
| 15. | «Weight of Time»                     | 2:00         |
| 16. | «Faint Resemblance»                  | 2:51         |

| №   | Название         | Длительность |
| --- | ---------------- | ------------ |
| 17. | «Join the Ranks» | 1:26         |
| 18. | «Gethsemane»     | 2:30         |

## Участники записи
- Тим Макилрот — вокал
- Mr. Precision — гитара
- Джо Принсайп — бас-гитара, вокал
- Брэндон Барнс — ударные